# Josie Arlington
Josie Arlington (1864 – 14 de fevereiro de 1914) foi uma dona de bordel no distrito de Storyville de Nova Orleans, Luisiana. Arlington iniciou sua vida como prostituta aos 17–18 anos como forma de sustentar sua família. Arlington usou sua experiência para abrir um bordel em 1890, que nomeou "Chateau Lobrano d'Arlington". Pouco depois que Storyville foi estabelecido como o distrito de luz vermelha de Nova Orleans, Arlington transferiu seu negócio para essa área. Após seu prédio ser destruído por um incêndio em 1905, ela trasladou seu negócio para um salão de Tom Anderson, conhecido como 'The Arlington Annex'. Josie retirou-se do ramo em 1909 e vendeu seus bens para Tom Anderson. Arlington faleceu em 1914 e foi sepultada no Cemitério de Metairie, onde seu túmulo teve de ser removido por se tornar uma atração turística.

## Infância e juventude
Arlington nasceu Mary Deubler em Nova Orleans em família de pais alemães. Apesar de astuta, Arlington era conhecida por seu temperamento explosivo e violência. Ela começou a trabalhar como prostituta em 1881, sustentando a família com seus ganhos, e abriu um bordel na Customhouse Street, 172, antes do assassinato de seu irmão Peter Deubler em novembro de 1890.
Naquela época, Miss Mary Deubler também usava o sobrenome Mrs. Phillip Lobrano para fins profissionais. Ela estava com Lobrano desde os 16 anos, quando ele ofereceu proteção. Lobrano e Peter Deubler tiveram uma altercação verbal sob influência de álcool, e Peter seguiu Lobrano de um bar até o imóvel na Customhouse Street. Embora os depoimentos das testemunhas tenham sido contestados por anos, Phillip Lobrano afirmou ter atirado em Peter Deubler no rosto em frente à irmã Josie em legítima defesa. Peter morreu em 9 de dezembro de 1890, dez dias após ser baleado. Em 31 de março de 1892, Phillip Lobrano foi absolvido após um segundo julgamento. Nesse meio tempo, Josie encerrou todas as relações comerciais e pessoais com Lobrano e empenhou-se em tornar-se mais respeitável.
As decisões de Josie beneficiaram seus negócios. Nos quatro ou cinco anos seguintes à morte do irmão, ela deixou sua antiga reputação para trás. Fez uma nova relação com John Thomas "Tom" Brady, escriturário na Tesouraria da cidade. Ela e Brady visitaram o Arlington Hotel em Hot Springs, Arkansas, onde testemunhou um estilo de vida luxuoso que resolveu reproduzir em seu bordel. Mudou o nome para "Chateau Lobrano d'Arlington" e passou a contratar mulheres estrangeiras para atrair clientela de alto padrão. Foi então que iniciou negócios com Tom Anderson, que operava um restaurante próximo renomeado para Arlington.
Anderson soube antes de muitos da ordem do vereador Story para criar um distrito de prostituição regulamentada, e ele e Josie adquiriram propriedades de destaque na Basin Street perto da entrada da futura área de Storyville.

## Período em Storyville
Em 1898, com o estabelecimento de Storyville, Arlington mudou suas operações para uma mansão de madeira de quatro andares na 225 North Basin Street. A casa, hoje demolida, era facilmente identificável pela cúpula com formato de cebola. A reforma teria custado US$ 5.000.
O estabelecimento, formalmente chamado Chateau Lobrano d'Arlington, mas popularmente conhecido como The Arlington, era célebre pela opulência. Como uma casa de luxo de US$ 5,00, oferecia dez a doze mulheres simultaneamente, além de um "circo sexual" ao vivo por uma taxa extra. Apesar da reputação de depravação, Josie afirmava que nenhuma virgem jamais fora violada ou explorada em seu estabelecimento.
Em 1905, o The Arlington foi danificado por um incêndio. A cafetina e suas acompanhantes foram acolhidas temporariamente por Tom Anderson, proprietário de bar e amigo/amor de Arlington. O estabelecimento de Anderson ganhou o apelido de 'The Arlington Annex'. Arlington encerrou o negócio em 1909 e aposentou-se. Muitos de seus bens foram adquiridos por Tom Anderson.

## Morte e sepultamento
Arlington faleceu em 1914 e foi enterrada no Cemitério de Metairie em um mausoléu projetado por Albert Weiblen. A sepultura apresenta uma figura feminina em bronze que, segundo dizem, deixa seu posto na porta do monumento e perambula entre outros túmulos. A estrutura rapidamente se tornou atração turística, deixando a família de Arlington consternada. O corpo foi posteriormente transferido para outra localização dentro do mesmo cemitério.
O mausoléu permanece de pé, e membros falecidos da família Morales agora repousam em seu interior. A figura feminina em bronze é interpretada como símbolo de uma jovem virgem sendo rejeitada à porta de Arlington, em consonância com a afirmação de Josie de que nenhuma inocência fora tomada em seu estabelecimento.

## Na cultura popular
Madam: A Novel of New Orleans Arquivado em 2013-12-14 no Wayback Machine de Cari Lynn e Kellie Martin (Penguin/Plume, 2014) baseia-se na história da ascensão de Mary Deubler ao posto de Madame Josie Arlington.